# Скагеррак
Скагерра́к (дат. Skagerrak, норв. Skagerrak, швед. Skagerrak) — пролив между норвежским побережьем Скандинавского полуострова и полуостровом Ютландия, соединяющий Северное море с Балтийским морем через проливы Каттегат, Эресунн, Большой Бельт и Малый Бельт. Один из самых загруженных судоходных маршрутов в мире. В нём также поддерживается интенсивная рыболовная индустрия. Экологическая система находится под негативным воздействием непосредственной деятельности человека.

## Топонимика
Скорее всего, Скагеррак имеет значение пролив Скаген (Скаген — город на мысе Гренен, разделяющем проливы Скагеррак и Каттегат. Рак означает «прямой водный путь». Конечным источником этого слога является протоиндоевропейский корень * reg-, «прямой». Rak означает «прямо» в современном норвежском и шведском языках. Råk на современном норвежском языке означает канал или отверстие в воде, которая в остальном покрыта льдом. Нет никаких доказательств, указывающих на связь с современным датским словом rak (означающим «сброд»).

## География
Порты: Осло, Кристиансанн, Ларвик и Арендал в Норвегии, Скаген, Хиртсхальс и Ханстхольм в Дании и Уддевалла, Стрёмстад и Люсечиль в Швеции.

### Границы
Международная гидрографическая организация определяет пределы пролива Скагеррак следующим образом: на западе — линия, соединяющая Ханстхольм (57°07′ с. ш. 08°36′ в. д.) и Линнеснес (58°00′ с. ш. 07°00′ в. д.; на юго-востоке — северная граница Каттегата (линия, соединяющая Скаген и Патер-Ностершерен (57°54′ с. ш. 11°27′ в. д. и оттуда на северо-восток через отмели до острова Чёрн.

## История

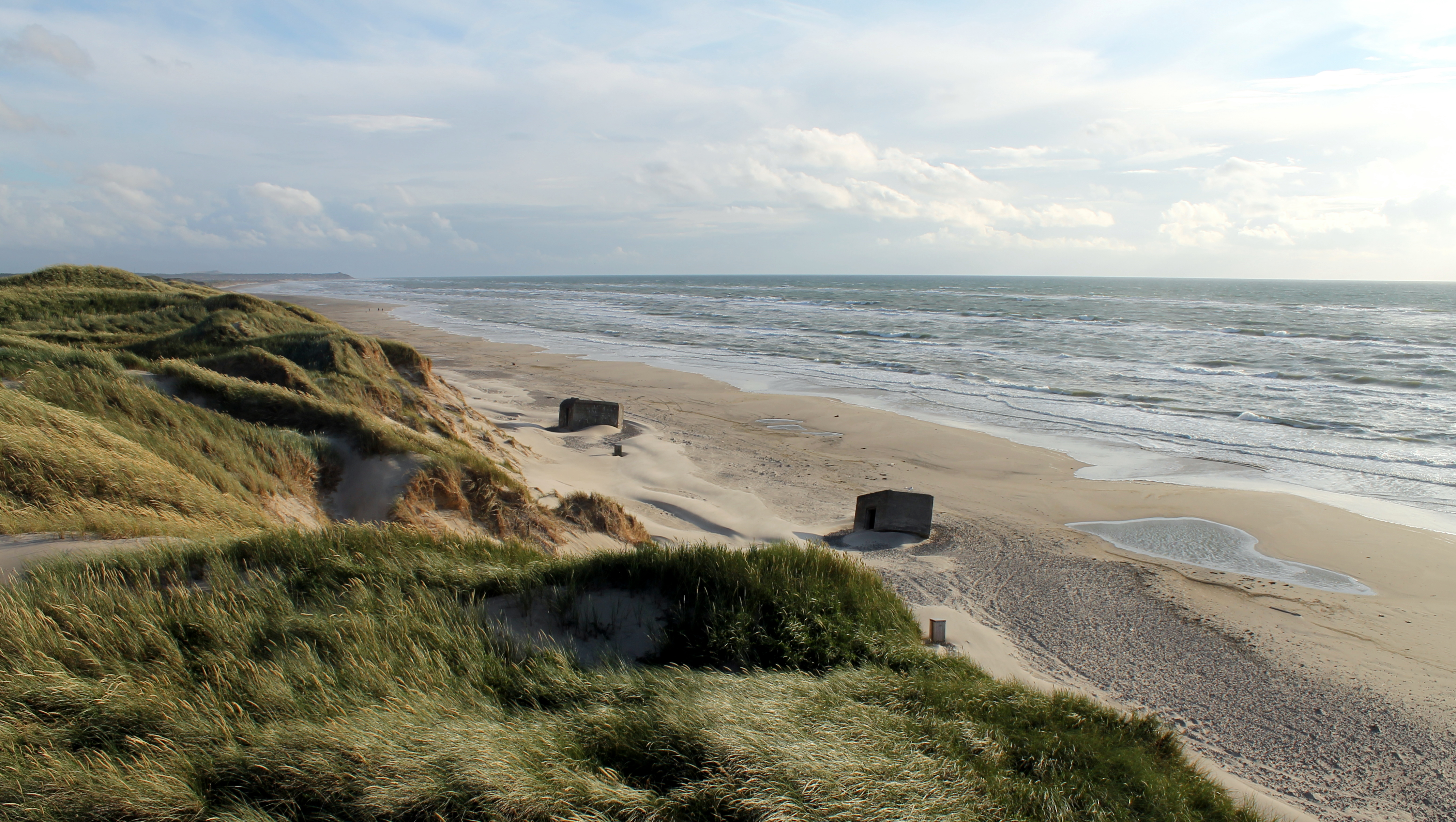
Немецкие бункеры времён Второй мировой войны на побережье Скагеррака

Старыми названиями объединённых проливов Скагеррак и Каттегат были Норвежское море или Ютландское море; последнее название упоминается в Саге о Кнютлингах. До строительства Айдерканала в 1784 году (предшественника Кильского канала), Скагеррак был единственным путём из Северного в Балтийское море. По этой причине на протяжении веков по проливу было оживлённое морское движение. После промышленной революции движение ещё более возросло, и сегодня Скагеррак является одним из самых оживленных проливов в мире. В 1862 году в Дании был построен кратчайший путь — канал Тюборон в Лим-фьорде из Северного моря идущий прямо к Каттегату. Однако через Лим-фьорд возможно движение только небольших судов.
Во время обеих мировых войн Скагеррак был стратегически очень важен для Германии. Во время Первой мировой войны с 31 мая по 1 июня 1916 года здесь произошло одно из крупнейших морских сражений — Ютландская битва. Во время Второй мировой войны важность контроля над этим водным путём, единственным морским выходом к Балтике, послужила мотивом для немецкого вторжения в Данию и Норвегию и строительства северных частей Атлантического вала. Обе мировых войны привели к большому количеству кораблей и судов, потопленных в Скагерраке.

## Движение в проливе
Скагеррак — пролив с интенсивным движением. Только в 2013 году через пролив прошло около 7500 судов (не считая рыболовных) со всего мира. Сухогрузные суда являются наиболее распространёнными судами в Скагерраке (около 4000 судов в 2013 году), за ними следуют танкеры, с количеством почти вдвое меньше. В 2013 году через пролив прошли суда 122 различных национальностей, большинство из которых перевозили грузы или пассажиров в пределах Европы.
Почти все коммерческие суда в Скагерраке отслеживаются Автоматической идентификационной системой (АИС).
Через пролив, пересекая его, проходит кабельная часть высоковольтной системы электропередачи постоянного тока «Скагеррак».

## Биология
Скагеррак является средой обитания около 2000 морских видов, многие из которых адаптированы к его водам. Например, разновидность атлантической трески, называемая треской Скагеррака, нерестится у норвежского побережья. Икра обладает плавучестью, а личинки питаются зоопланктоном. Молодь опускается на дно, где у них более короткий цикл зрелости (2 года по сравнению с 8—9 годами у атлантической трески). Они не мигрируют и остаются в норвежских фьордах.
Разнообразие мест обитания и большой объём планктона на поверхности поддерживают изобилие морских видов. Некоторые виды являются бентосными, а другие пелагическими, но существуют дифференцированные морские слои, внутри которых виды перемещаются вертикально на короткие расстояния. Кроме того, некоторые виды являются бентопелагическими, перемещаясь между поверхностью и дном. К донным видам относятся тупорылый макрурус, чёрная колючая акула, европейская химера. К пелагическим видам относятся атлантическая сельдь, атлантическая скумбрия, европейский шпрот.

Холодноводный коралловый риф в Норвегии

## Рифы
Помимо песчаных и каменистых рифов, в Скагерраке растут обширные холодноводные коралловые рифы, в основном состоящие из вида Lophelia. Риф Säcken в шведском национальном парке Костерхавет — это древний холодноводный коралловый риф и единственный известный коралловый риф в стране. Риф Тислер в норвежском морском национальном парке Ytre Hvaler National Park является крупнейшим известным коралловым рифом в Европе. Рифы из кораллов Lophelia также присутствуют в Норвежской траншее, а также встречаются на мелководье во многих норвежских фьордах.
Скагеррак также имеет ряд редких пузырьковых рифов; биологические рифы образовались вокруг холодных выходов геологических выделений углеводов, обычно метана. Эти редкие места обитания в основном известны в датских водах Скагеррака к западу от Хиртсхальса. Пузырьковые рифы очень редки в Европе и поддерживают очень разнообразную экосистему.
Учитывая многовековое интенсивное движение судов в Скагерраке, на морском дне также находится множество останков кораблекрушений. Останки на мелководье обеспечивают среду обитания для некоторых кораллов и полипов, таких как Alcyonium digitatum и офиуры.

## Экологические проблемы
Ученые и природоохранные организации выразили обеспокоенность по поводу возрастающего давления на экосистему Скагеррака. Давление уже оказало негативное воздействие и вызвано кумулятивным воздействием на окружающую среду. Ожидается, что изменение климата и закисление океана будут иметь все большее воздействие на экосистему Скагеррака в будущем.
Скагеррак и Северное море получают значительные загрязнения опасными и радиоактивными веществами. Большинство из них связано с перевозками на большие расстояния из других стран. Морской мусор также становится все более серьёзной проблемой. До недавнего времени сточные воды, поступавшие в Скагеррак из населённых пунктов и промышленных предприятий, вообще не очищались. В сочетании с вымыванием излишков питательных веществ в результате интенсивного сельского хозяйства это часто приводило к крупному цветению водорослей.

## Галерея

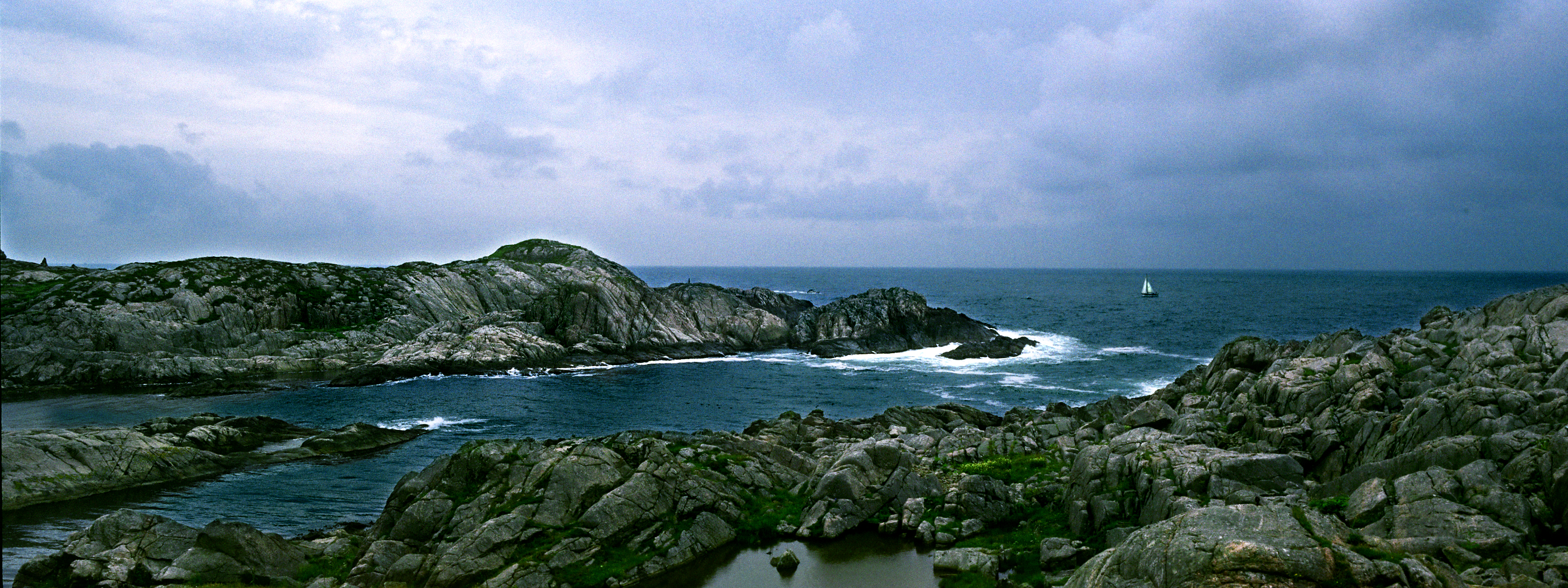
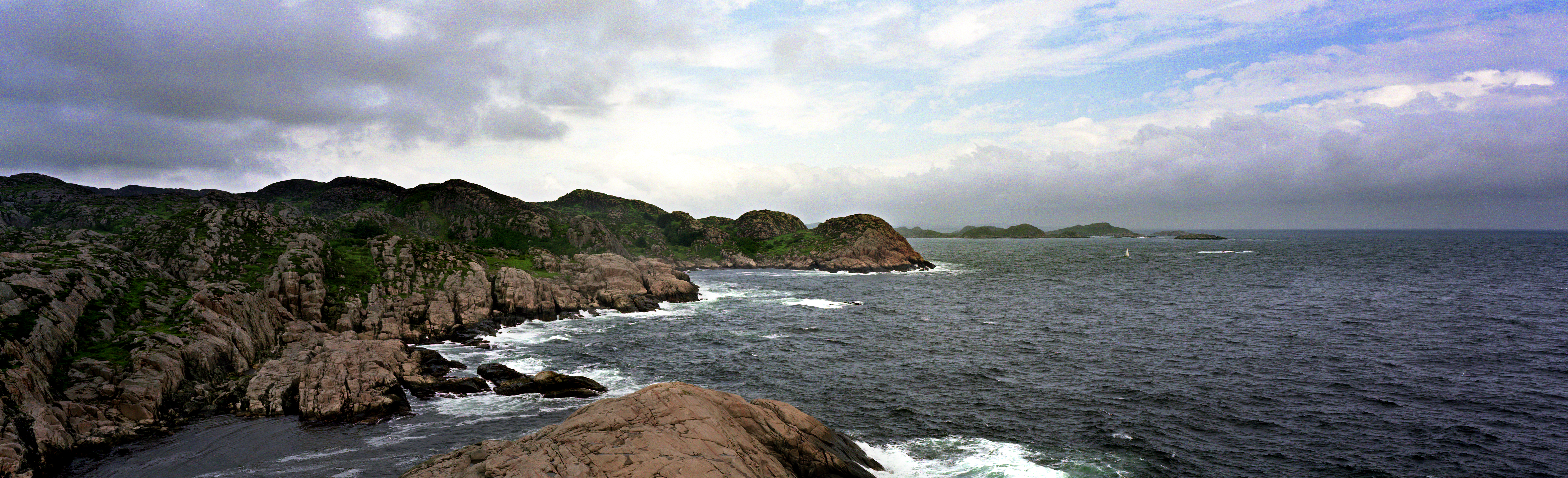
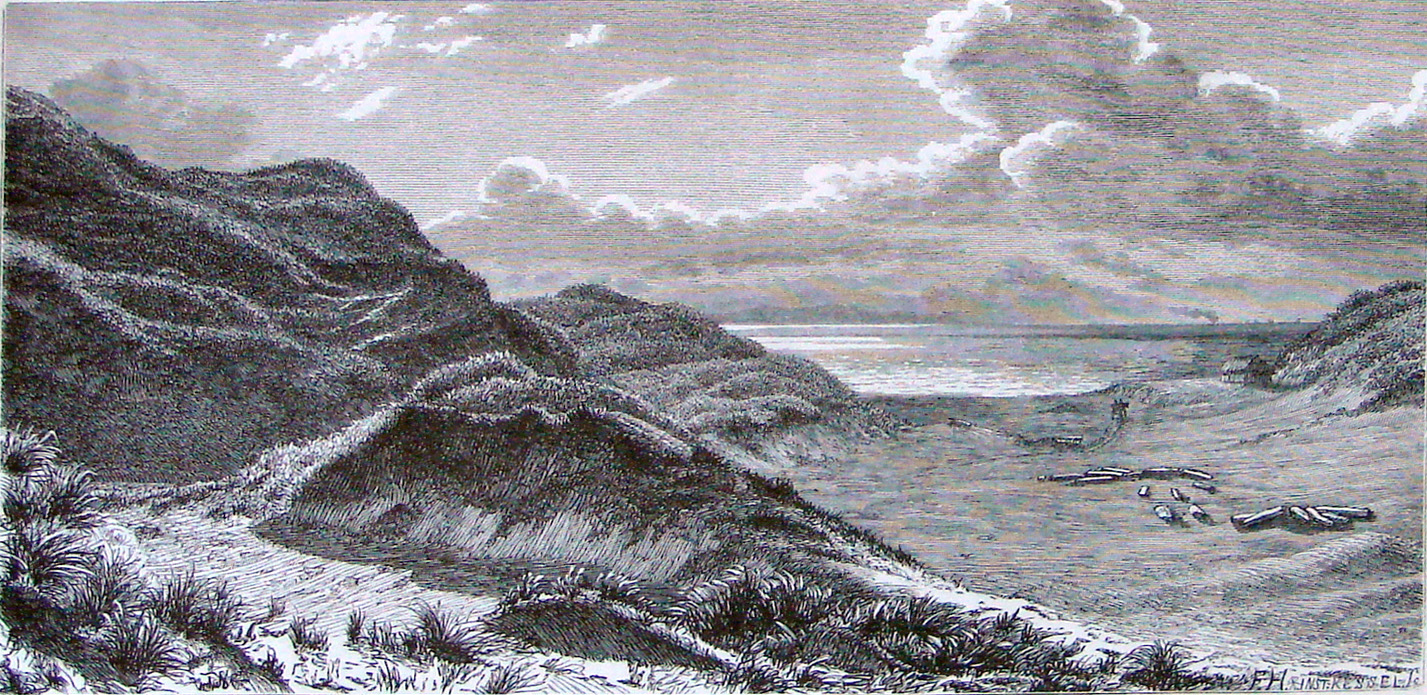
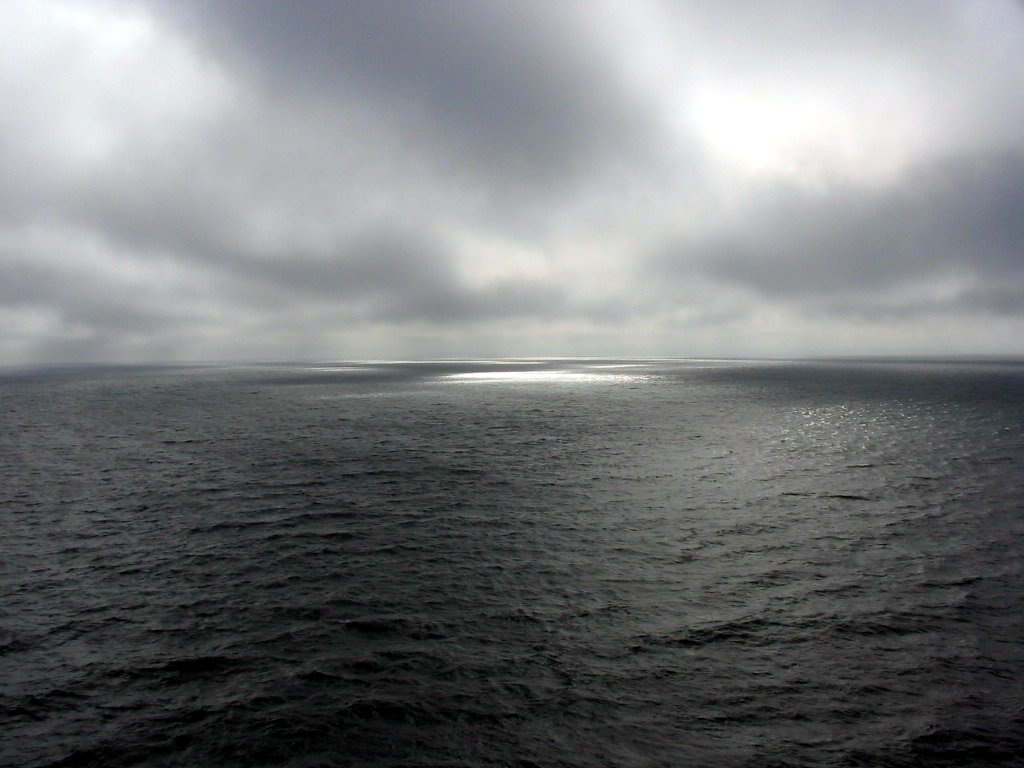

## Представители фауны

Clupea harengus
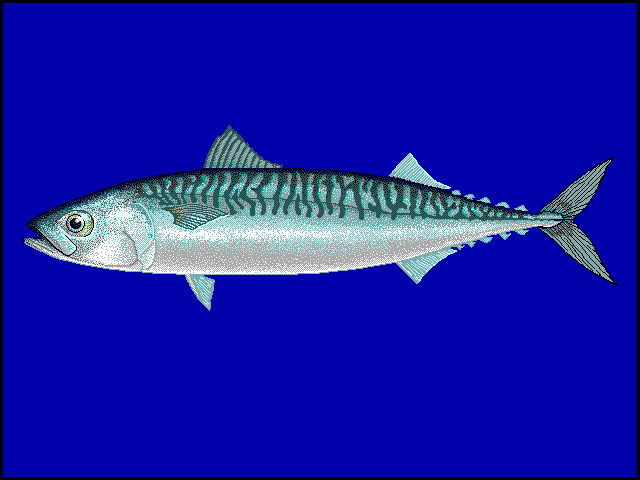
Scomber scombrus
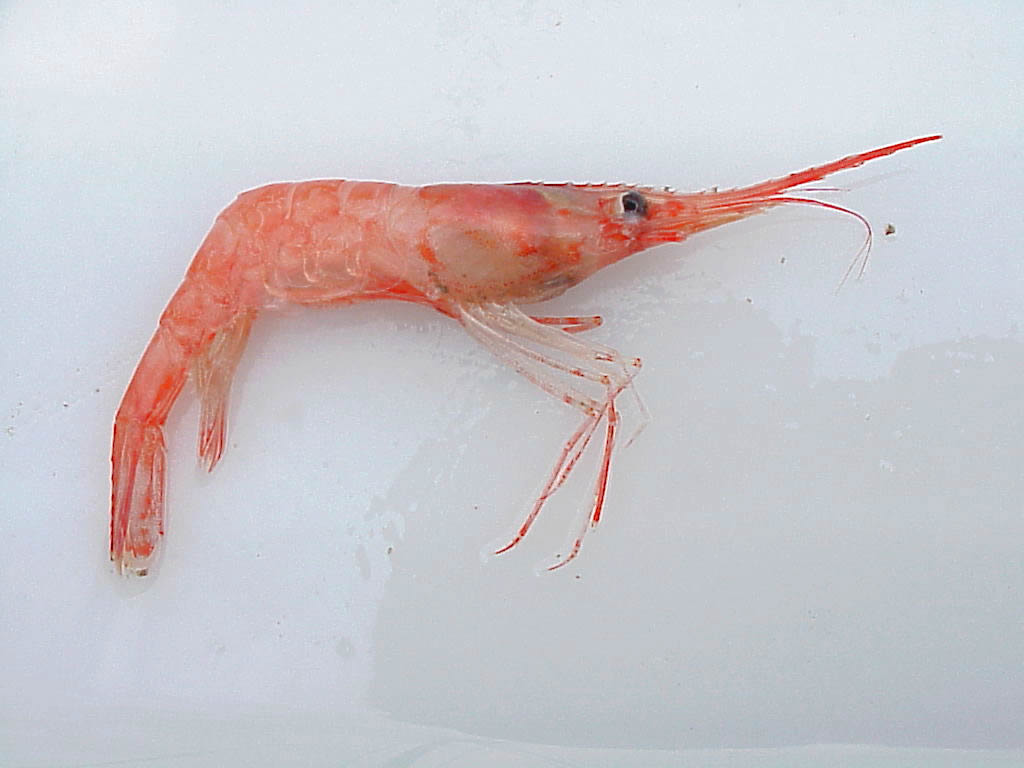
Pandalus borealis